# Xanthe Montes
Gli Xanthe Montes sono una formazione geologica della superficie di Marte.